# Annas Heimkehr
Annas Heimkehr, ein TV-Drama von Xaver Schwarzenberger aus dem Jahr 2003, beschreibt, wie in München im Jahre 1942 das katholische Dienstmädchen Anna Schweighofer (Veronica Ferres) das jüdische Kind Franziska Goldberg (Julia Krombach) vor der Deportation rettet, als deren Eltern (gespielt von Andrea Eckert und Götz Spielmann) zu einem Transport ins Konzentrationslager Auschwitz abgeholt werden. Anna gibt Franziska danach als ihr unehelich geborenes Kind aus und bringt es zu ihrer Familie ins fiktive Drachselreuth im Bayerischen Wald in relative Sicherheit.

## Handlung
Anna Schweighofer arbeitet im Jahre 1942 als Hausmädchen bei einer Familie in München. Diese wohnt auf einem weiträumigen Anwesen und bereitet für den Besuch des Reichsführers der SS ein großes Festmahl mit Speck, Wein und Zigarren vor. Anna unterschlägt einen Teil des Mahls und bringt es ihrem ehemaligen Arbeitgeber, der Familie Goldberg, bei der sie von 1932 bis 1939 als Kindermädchen beschäftigt war. Die Goldbergs hungern und wohnen versteckt in Räumen im hinteren Teil ihrer Buchhandlung, die verwüstet worden ist. Sie „sitzen auf gepackten Koffern“, weil sie am nächsten Tag gegen sechs Uhr am Morgen mit dem Zug über Zürich nach London zu Franziskas Tante flüchten wollen. Als Anna die kleine Franziska wie früher zu Bett bringt und ihr ein Schlaflied auf Jiddisch vorsingt, hört sie, wie die Gestapo gegen die Wohnungstür klopft. Diese dringt darauf in die Wohnung ein und verhaftet Herrn und Frau Goldberg. Anna kann noch schnell das Kind in einem Wandschrank verstecken. Als zwei uniformierte Männer durch das Gebäude gehen, stellt sie sich hinter eine Tür, um nicht auch von der Gestapo festgenommen zu werden.
Anna bringt Franziska zu ihrer Familie nach Drachselreuth im Bayerischen Wald und gibt sie als ihr uneheliches Kind aus. Dort wohnt Annas Bruder Toni, der Bürgermeister und Ortsgruppenleiter der NSDAP ist. Vor zehn Jahren hatte sie nach dem Tod ihres Vaters den Kontakt zu ihrem Bruder wegen eines Erbstreits abgebrochen und war mit ihrer Mutter Josefa fortgezogen. Nachdem sich Tonis Frau Helene für die Aufnahme ihrer Schwägerin ausgesprochen hat, nimmt Toni seine Schwester und Franziska widerwillig bei sich in der geerbten Gastwirtschaft auf. Als sich Toni fortwährend nach Franziskas Vater erkundigt, lügt sie ihm vor, dass der Vater ein Offizier der Wehrmacht sei, den sie 1933 bei einem Rennen auf der Galopprennbahn Riem kennengelernt habe und mit dem sie zu einem „Amazonenfest“ im Nymphenburger Park gegangen sei. Toni organisiert schließlich für seine „uneheliche Nichte“ einen Ariernachweis und einen Pass, wobei er klagt „[…] das hat mich zwanzig Kilo Ochsenlende gekostet […]“. Zum Dank küsst Anna ihren Bruder. Als er erwähnt, dass beim Münchner Meldeamt eine Franziska Schweighofer nicht bekannt sei, antwortet sie ihm: „[…] hab ich vergessen, dir zu sagen, dass sie in Landshut geboren wurde?“
Der Gefreite Kurt Ramsauer, dessen Verlobung mit Anna vor zehn Jahren wegen verweigertem Einverständnis vonseiten des Vaters aufgelöst wurde, liebt Anna immer noch. Kurt hört, dass Franziska, sechs Monate nachdem Anna ihn verlassen hat, geboren wurde. Daraufhin möchte er Anna heiraten. Anna selbst wird im Beichtstuhl von einem Geistlichen gefragt, ob es sich bei Franziska um ein jüdisches Mädchen handelt. Als Anna schweigend den Beichtstuhl verlässt, bricht dieser das Beichtgeheimnis. Toni wirft daraufhin die beiden aus dem Haus. Anna flüchtet mit dem Mädchen zu ihrem früheren Verlobten Kurt und offenbart Franziskas Geheimnis. Kurt versucht erst, sie davon abzubringen, Franzi weiter zu verstecken, weil er es als zu gefährlich ansieht – er traut den Nazis inzwischen alles zu. Als Anna standfest bleibt, gibt er nicht nur nach, sondern macht ihr einen Heiratsantrag und sagt: „Dann soll jetzt die Franzi Ramsauer aus ihr werden […]“. Während Anna bei Kurt die Nacht verbringt, wartet Gregor Brunner die ganze Nacht vor dem Gehöft der Ramsauers auf Anna, weil er sie ebenfalls begehrt. Gregor hatte zuvor aufgrund seiner guten Beziehungen als SS-Obersturmbannführer erfahren, bei wem Anna beschäftigt war und dass die Tochter der Familie Goldberg nicht festgenommen werden konnte. Damit hatte er Anna erpresst und vergewaltigt. Nachdem Anna wortlos an dem Wartenden vorbeigegangen ist und nichts mehr von ihm wissen will, möchte er Anna und Franziska verhaften. Als diese wegrennen, nimmt er seine Waffe, um Anna zu erschießen. Kurt kommt Gregor jedoch zuvor und erschießt ihn mit seinem Gewehr. Der Bürgermeister erwähnt in einem offiziellen Bericht, dass Gregor bei einem Tieffliegerangriff zu Tode gekommen sei. Kurt fällt später an der Front. Als der Ort von den US-Truppen eingenommen wird, wird Toni verhaftet. Er kommt jedoch wieder frei, als seine Schwester aussagt, Toni habe Franziska geholfen, obwohl er gewusst habe, dass es sich bei ihr um ein jüdisches Mädchen handelte.
Anna schickt das Mädchen zu ihrer Tante Lydia nach London und trifft sie Jahre später in einer Buchhandlung „Goldberg“ in München wieder, die nun Franziska Goldberg gehört.

## Fehler
Der Film enthält verschiedene Fehler:
- Die Männer, die Franziskas Eltern deportieren, gehören angeblich zur Gestapo, tragen aber SA- und Parteiuniformen.
- Eine Einheit der SS (seltsamerweise nicht die Polizei) führt auf einer abgelegenen Landstraße Fahrzeugdurchsuchungen durch, obwohl dafür kein Anlass erkennbar ist.
- Das angesprochene „Amazonenfest“ im Nymphenburger Park gab es wirklich (Nacht der Amazonen), aber erst 1936. Zwar könnte man dies so deuten, dass Anna Schweighöfer in der Hektik, eine Ausrede zu erfinden, ein Fehler unterläuft, doch wäre dies ihren Gegenübern sicherlich aufgefallen und hätte mithin eine schlechte solche abgegeben.
- Es gibt keinen Bericht, dass damals ein Priester in solcher Lage das Beichtgeheimnis gebrochen hätte; in einem bekannten Fall, wo tatsächlich ein Dienstmädchen ein jüdisches Kind als eigenes ausgegeben hat, nämlich bei Kreszentia Hummel und Charlotte Knobloch, wurde der Pfarrer vielmehr bewusst eingeweiht und hielt dicht.